# Livet-et-Gavet
Livet-et-Gavet è un comune francese di 1 278 abitanti situato nel dipartimento dell'Isère della regione dell'Alvernia-Rodano-Alpi.

## Società

### Evoluzione demografica
Abitanti censiti